# Grand Prix de Wallonie 1982
La 23e édition du Grand Prix de Wallonie a eu lieu le 20 mai 1982. Elle a été remportée par le Néerlandais Hennie Kuiper.

## Classement final
Hennie Kuiper remporte la course en parcourant les 228 kilomètres en 5 h 27 à la vitesse moyenne de 41,834 km/h.
| Classement final, | Classement final,          | Classement final, | Classement final,                  | Classement final, |
|                   | Coureur                    | Pays              | Équipe                             | Temps             |
| ----------------- | -------------------------- | ----------------- | ---------------------------------- | ----------------- |
| 1er               | Hennie Kuiper              | Pays-Bas          | Daf Trucks-Teve Blad-Rossin        | en 5 h 27 min 0 s |
| 2e                | Gérard Veldscholten        | Pays-Bas          | TI-Raleigh-Campagnolo              | + 3 s             |
| 3e                | Jos Jacobs                 | Belgique          | Vermeer-Thijs-Gios                 | + 43 s            |
| 4e                | Rudy Pevenage              | Belgique          | Capri Sonne-Eddy Merckx-Campagnolo |                   |
| 5e                | Dirk Heirweg               | Belgique          | Van de Ven-Moser                   |                   |
| 6e                | Jean-Philippe Vandenbrande | Belgique          | Splendor-Wickes                    |                   |
| 7e                | Ronan De Meyer             | Belgique          | Splendor-Wickes                    |                   |
| 8e                | Benny Van Brabant          | Belgique          | Splendor-Wickes                    |                   |
| 9e                | Willy Vigouroux            | Belgique          | Daf Trucks-Teve Blad-Rossin        |                   |
| 10e               | René Martens               | Belgique          | Daf Trucks-Teve Blad-Rossin        |                   |
| modifier          |                            |                   |                                    |                   |